# Epichthonodes
Epichthonodes é um gênero de mariposa pertencente à família Acrolepiidae.